# Whitby, Cheshire
Whitby är en stadsdel i Ellesmere Port, i distriktet Cheshire West and Chester, i grevskapet Cheshire, i England. Ward hade 8 102 invånare år 2011. Whitby var en civil parish 1866–1911 när blev den en del av Ellesmere Port. Civil parish hade 4 082 invånare år 1901.